# Colpita da improvviso benessere
Colpita da improvviso benessere è un film del 1976, diretto da Franco Giraldi.

## Trama
Elisabetta è una pescivendola con aspirazioni piccolo-borghesi che convive more uxorio con Luiso Malerba, anarchico scioperato. Un giorno, come tutti i suoi colleghi dei Mercati Generali, ha la sfortuna di imbattersi in Gigino Mancuso, un integerrimo ispettore sanitario. Al mercato del pesce Gigino denuncia parecchie irregolarità sulla provenienza e l'igiene dei prodotti ittici, e non esita a far confiscare immediatamente, e più volte, tutta la merce in vendita. Tra l'altro Gigino impone a tutti i rivenditori di usare solo acqua imbottigliata per la pulizia dei locali e dei pesci, ancora vivi sui banconi e nelle vasche.
Elisabetta, che è una donna avvenente e spregiudicata, tenta di sedurre Gigino per procacciarsi un trattamento di favore, sperando che lui si lasci corrompere. Gigino infatti è sensibile alle provocazioni di Elisabetta, tentenna e talvolta si abbandona alla passione, senza però che questo pregiudichi mai la correttezza del suo operato di pubblico ufficiale. L'infruttuosa relazione con Gigino pone Elisabetta in cattiva luce agli occhi dei suoi colleghi e concorrenti, in particolare di Fernando Proietti, che decide di usare anche mezzi sleali pur di accaparrarsi la clientela di Elisabetta e farla chiudere. Gli affari vanno a rotoli ed Elisabetta è costretta a chiedere soldi in prestito per potersi permettere di pagare una bustarella; prima li chiede al padre, macellaio, che glieli nega, poi a una strozzina.

## Colonna sonora
La canzone Che ce voj fà di Fiorenzo Fiorentini e Luis Bacalov è cantata dallo stesso Fiorentini.